# Средно училище „Димитър Матевски“
Средно училище „Димитър Матевски“ е създадено в Пловдив през 1982 г. Намира се в жилищен квартал „Тракия“ на ул. „Съединение“ №26.
Училището си сътрудничи с Пловдивския университет „Паисий Хилендарски“ и на АМТИИ (Академия за музикално, танцово и изобразително изкуство), чиито студенти провеждат своята практика в него. СУ „Димитър Матевски“ е един от пионерите в обучението на слепи деца в реални условия. От 2000 г. насам трупа опит в тази посока. Екип от специалисти, включително и владеещи брайлово писмо, подготвят незрящите деца съвместно със специалистите от Ресурсен център – Пловдив. Училището разполага с плувен басейн, който може да бъде ползван от учениците, при съответен вътрешен ред. От 2018 басейнът не работи.
Патрон на училището е роденият в Чирпан през 1835 г. просветител – Димитър Матевски.